# Jerzy Tomaszewski (fotograf)
 For alternative betydninger, se Jerzy Tomaszewski. (Se også artikler, som begynder med Jerzy Tomaszewski)
Jerzy Tomaszewski (1924 – 26. januar 2016), nom de guerre Jur, var en polsk fotograf under anden verdenskrig, samt kunstner og reporter. Han blev tildelt den Polske Genfødselsorden (Krzyż Oficerski Orderu Odrodzenia Polski) 29. juli 2007..
Tomaszewski er bedst kendt for sine cirka 1000 fotografier af Warszawa-opstanden i 1944. Den polske modstandsbevægelses Bureau for Information og Propaganda (BIP) havde givet ham til opgave at dokumentere kampene. Han fotograferede i kvartererne Powiśle, Śródmieście og Wola, indtil han blev såret 6. september 1944. Hans sidste fotografi var af flere kroppe, der lå i gaderne i den Gamle Bydel uden at vise livstegn.
Hans bror var kunstneren Stanisław Miedza-Tomaszewski, der også var medlem af den polske modstandsbevægelse.